# Yoshio
Gustavo Nakatani Ávila, meglio noto come Yoshio (Città del Messico, 15 ottobre 1949 – Città del Messico, 13 maggio 2020), è stato un cantante e attore messicano.

## Biografia
Figlio di un giapponese e di una messicana, intraprese una fortunata carriera di cantante pop. Ebbe successo in America Latina durante gli anni Settanta e Ottanta con le ballate Samurai , Lo Que Pasó, Pasó, Reina de Corazones. Incise anche A Mi Manera, una cover in spagnolo di My Way. Fu inoltre scritturato come attore in alcune telenovelas del suo Paese, tra cui Il peccato di Oyuki, dove diede volto a un personaggio giapponese.
Nell'aprile del 2020, in piena pandemia di COVID-19, Yoshio venne ricoverato in un ospedale della capitale messicana, a causa di una salmonellosi: qui contrasse la patologia virale, che l'avrebbe poi stroncato il 13 maggio  all'età di 70 anni. 

## Discografia
- Demasiado tarde (1978)
- Yoshio (1979)
- Amame (1980)
- Lo que pasó, pasó (1981)
- Yoshio (1982)
- Reina de corazones (1984)
- Samurai (1985)
- Tú ni te imaginas (1990)
- 20 grandes éxitos (2001)
- Sentimientos de México (2002)
- Las canciones de mi vida (2002)
- Grandes éxitos (2003)
- La gran colección 60 aniversario (2007)
- Tesoros de colección (2008)
- Demasiado tarde (2012)
- Las 20 principales de Yoshio (2013)
- Amo la vida (2015)
- MaraviYOSHI composiciones de Alvaro Carrillo (2018)